# Ludzie z klisz
Ludzie z klisz – polski film dokumentalny z 2017 roku, wyreżyserowany przez Mateusza Kudłę i wyprodukowany przez TVN.

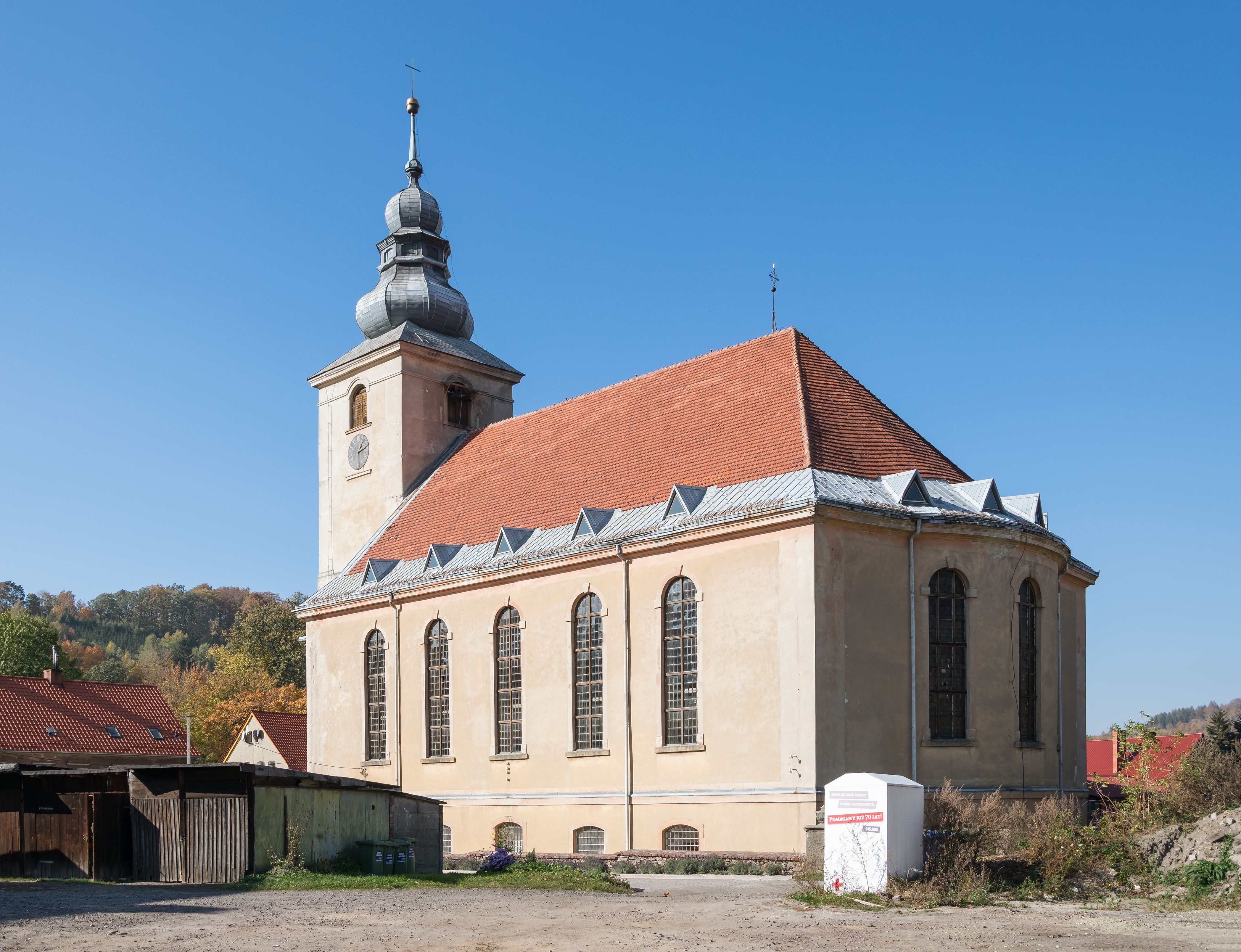
Kościół św. Jadwigi w Walimiu

Dokument został nagrodzony Złotym Delfinem na Cannes Corporate Media and TV Awards oraz Złotą Plakietką na Chicago Television Awards w 2017 roku.
Premiera filmu odbyła się 24 listopada 2017 w starym, poniemieckim kinie w Walimiu na Dolnym Śląsku - tym samym, które kilkadziesiąt lat wcześniej na fotografiach uwiecznił Filip Rozbicki.

## Opis filmu
Obraz przedstawię historię odkrycia na starym strychu stu dwudziestu rolek filmu fotograficznego, które przedstawiają codziennie życie mieszkańców Walimia na Dolnym Śląsku. Autorem zdjęć okazuje się Filip Rozbicki, fotograf amator, kościelny organista, a w czasie wojny żołnierz 1. Armii Wojska Polskiego. Rozbicki był jednym z pierwszym polskich osadników, a zarazem animatorem życia kulturalnego w miejscowości, która wcześniej nazywała się Wüstewaltersdorf.
Po odnalezieniu i zeskanowaniu fotografii, pochodzący z Walimia miłośnik historii i dziennikarz Łukasz Kazek decyduje się opublikować je w internecie, żeby odszukać bohaterów zdjęć. Wówczas na zdjęciach rozpoznają się i ujawniają kolejne postaci z kadrów. Całe miasto zaczyna żyć tematem fotografii, sprawę nagłaśniają media, a Teatr Lalki i Aktora w Wałbrzychu na podstawie wspomnień bohaterów zdjęć wystawia sztukę.